# Musician
"Musician" é uma canção gravada pelo produtor musical estadunidense de música eletrônica Porter Robinson. Foi lançada em 3 de março de 2021 como o quinto single de segundo álbum de estúdio, Nurture.

## Antecedentes e composição
Em 2019, Robinson trabalhou em uma colaboração inédita com a banda britânica Kero Kero Bonito. Amostras da demo seriam usadas mais tarde em "Musician".
Robinson afirmou em um tweet que ele tinha uma regra para Nurture, que era "sem supersaws[,] sem 808 subs[,] sem breakbeats clássicos", mas ele decidiu "se divertir" com "Musician". Em um comunicado à imprensa, Robinson afirmou que "Musician" foi uma das últimas músicas escritas para Nurture.
| “ | A música deve parecer uma celebração, como se eu estivesse me divertindo com a alegria de uma inspiração recém-descoberta. Se o resto de Nurture é sobre mim tentando encontrar esperança para o futuro, "Musician" é como uma celebração dessa esperança se materializando. Foi uma das últimas músicas que escrevi para o álbum, e honestamente é uma celebração do próprio álbum. É daí que vem o título. É como, "Tudo bem, estou mais confiante e sei que posso realmente fazer isso agora." E eu apenas tentei jogar todas as minhas regras fora e me divertir o máximo possível. Ironicamente, essa é a música menos triste do álbum, mas essa é a música que me faz chorar. É a divertida. Eu soo tão feliz nessa música. | ” |

## Recepção
Escrevendo à Pitchfork, Colin Joyce disse que, na música, Robinson "considera a dificuldade de fazer arte em tempos difíceis, oscilando entre desespero e tranquilidade", cantando: "Eu simplesmente não consigo parar, me desculpe / Eu posso sentir um novo dia amanhecendo" Ryan Middleton, da Magnetic Mag, afirmou que a "faixa semi-autobiográfica" descreve "um momento eureca de encontrar inspiração". O escritor da Triple J Sose Fuamoli disse: "É aqui que podemos ouvi-lo virar aquela esquina e encontrar o amor na música que estava faltando. A música incha e revela ser edificante, o que faz sentido — é uma das músicas mais próximas de Robinson até hoje." Sebastian Flores Chong da EDMTunes declarou que "Musician" é "uma música incrível" com elementos únicos e distintos, enquanto ainda se assemelha ao estilo musical de Porter Robinson. O escritor da PopMatters Chris Conaton descreve "Musician" como um "eletropop completo, com uma série de sintetizadores, samples e outros sons eletrônicos fornecendo a música", e ainda descreve-o como "uma faixa pop alegre que soa como uma celebração sem se tornar enjoativo."

### Reconhecimentos
"Musician" foi classificada em 74º lugar na lista anual de melhores músicas da NPR e colocada em sua lista de melhores músicas eletrônicas do ano.

## Videoclipe
O videoclipe de "Musician" foi lançado no YouTube em 18 de março de 2021. Foi dirigido por Waboku e Mah e animado por Dokai Asuka, rui, Ono Hokuto, Oyama Aiko, Sakai Hiroshi, Nishimura Fukutaro e Ryoko K. (Shatter). Tem influências de anime, assim como "Shelter", e mostra o "amor pela cultura japonesa e o estilo de anime" de Robinson, de acordo com Ellie Mullins do We Rave You. O vídeo é sobre um garoto que busca perseguir sua paixão pela música correndo o risco de ser excluído da sociedade.

## Paradas musicais
| Parada (2021)                                     | Posição de pico |
| ------------------------------------------------- | --------------- |
| Estados Unidos (Billboard Dance/Electronic Songs) | 23              |